# Ballon (film)
Ballon is een Duitse actiefilm uit 2018 van regisseur Michael Herbig. De film verscheen op 27 september 2018 in bioscopen in Duitsland, op 17 april 2019 in België  en op 18 juli 2019 in Nederland. De film gaat over een gezin dat de toenmalige communistische Duitse Democratische Republiek wil ontvluchten naar de Bondsrepubliek (West-Duitsland) met een zelfgemaakte heteluchtballon.
De film is gebaseerd op een werkelijk gebeurde geschiedenis in 1979, waarin twee gezinnen de DDR ontvluchtten. Tussen 1961 tot de val van de Muur in 1989 werden er 75.000 mensen in Oost-Duitsland gearresteerd omdat ze wilden vluchten naar het Westen. Aan de grens van de DDR overleden 800 mensen bij de grens tijdens een vluchtpoging.
Herbig mocht voor het maken van de film het duizenden pagina's dikke dossier over de ballonvlucht van de Stasi, de voormalige geheime dienst van de DDR, inzien. De film wordt echter algemeen gezien als een spannende actiefilm en ontbeert volgens sommige recensenten historische diepgang. Een andere film over de succesvolle ontvluchting werd in 1982, tijdens de Koude Oorlog, door Disney uitgebracht onder de titel Night Crossing.

## Historische achtergrond
Peter Strelzyk (1942) is elektricien, Günter Wetzel (1955) is ambulancechauffeur. Zij zijn bevriend en werken in het dorp Pößneck. Wetzel komt op het idee om naar het Westen te vliegen door een advertentie voor een luchtballonfestival in de VS. Zij ontwerpen samen een ballon en gebruiken daarvoor 900 m2 stof, onderdelen van een kachel en een gastank voor de eerste luchtballon. Strelzyk en Wetzel worden het oneens, en Strelzyk besluit alleen te vluchten met zijn gezin. Deze poging mislukt echter. Uit angst dat de Stasi ook hem zal vinden, doet Wetzel mee met de volgende vluchtpoging, ongeveer een half jaar later. Deze poging slaagt. De gebruikte luchtballon is te zien in Beieren.

## Rolverdeling
- Friedrich Mücke: Peter Strelzyk
- Karoline Schuch: Doris Strelzyk
- David Kross: Günter Wetzel
- Alicia von Rittberg: Petra Wetzel
- Thomas Kretschmann: Oberstleutnant Seidel
- Jonas Holdenrieder: Frank Strelzyk
- Tilman Döbler: Andreas „Fitscher“ Strelzyk
- Christian Näthe: Hauptmann Heym
- Till Patz: Peterchen Wetzel
- Ben Teichmann: Andreas Wetzel
- Ronald Kukulies: Erik Baumann, buurman
- Emily Kusche: Klara Baumann, dochter van de buurman
- Sebastian Hülk: Oberfeldwebel Lesch
- Gernot Kunert: Oberstleutnant Schirra
- Ulrich Friedrich Brandhoff: Oberstleutnant Tornow
- Peter Trabner: Apotheker
- Bernd Michael Lade: Oberst Witzke
- Kai Ivo Baulitz: Leutnant Strehle
- Bernd Stegemann: SED Kreisleiter Meissner
- Antje Traue: Ulrike Piehl (Kindergärtnerin)
- Eli Wasserscheid: Beate Baumann
- Tilo Keiner: Diensthabender Offizier
- Peter Prager: Günters Stiefvater
- Nadja Engel: Günters Mutter

## Het verhaal

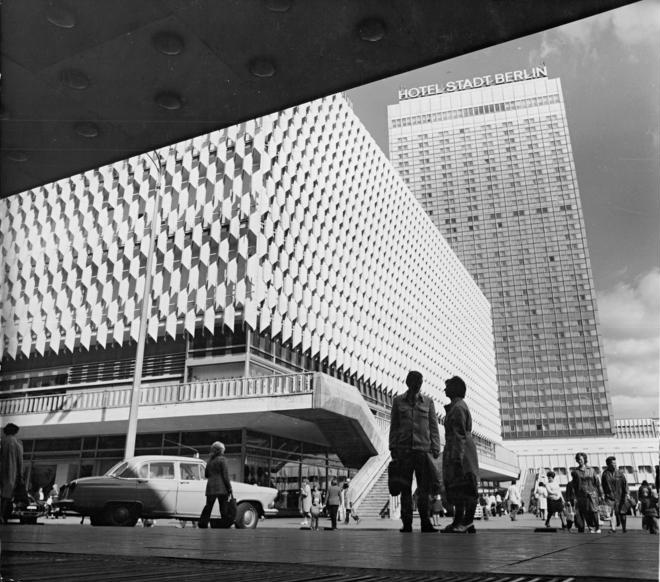
In Berlijn logeert de familie Strelzyk in Hotel Stadt Berlin en probeert contact te leggen met de Amerikaanse ambassade

Het verhaal speelt zich af in de zomer van 1979 in de DDR, in de plaats Pößneck, Thüringen. De families Strelzyk en Wetzel hebben het gewaagde plan opgevat om met een zelfgemaakte luchtballon van de DDR naar "het Westen" te vluchten. Op het moment dat de weersomstandigheden ideaal zijn, vindt Günter Wetzel de vlucht echter toch te gevaarlijk. Hij vindt de ballon te klein voor acht personen en ook zijn vrouw Petra is bang dat hun twee kinderen iets overkomt. Zij gaan daarom niet mee.
Doris en Peter Strelzyk gaan de vlucht nu alleen uitvoeren met hun twee zonen, Frank en de jongere Andreas, die als bijnaam "Fitscher" heeft. Zoon Frank is verliefd geworden op Klara Baumann, de dochter van buurman Erik Baumann, die voor de Stasi werkt, en schrijft haar een afscheidsbrief. Hij stopt de brief in de bus bij de buren vlak voordat ze 's avonds laat vertrekken.
's Nachts stopt de familie Strelzyk de ballon en andere hulpmiddelen, zoals een grote ventilator in hun aanhanger. Op een open plek in het bos verwarmen ze de lucht in de ballon. De ballon gaat omhoog en de wind voert hen richting West-Duitsland. Verborgen in de wolken, kunnen ze niet worden gezien door de grenswachten. De stof van de ballon wordt echter nat in de wolken. Door het extra gewicht daalt de ballon. Bovendien bevriezen de gasleidingen waardoor de vlam niet meer goed brandt. De ballon komt vlak voor de grens met West-Duitsland op de grond terecht. Niemand raakt gewond. De volgende ochtend vroeg lopen ze terug naar hun auto en vernietigen alle bewijzen. Frank slaagt erin de liefdesbrief aan Klara Baumann uit de  brievenbus van de buren te vissen voordat die gelezen is.  

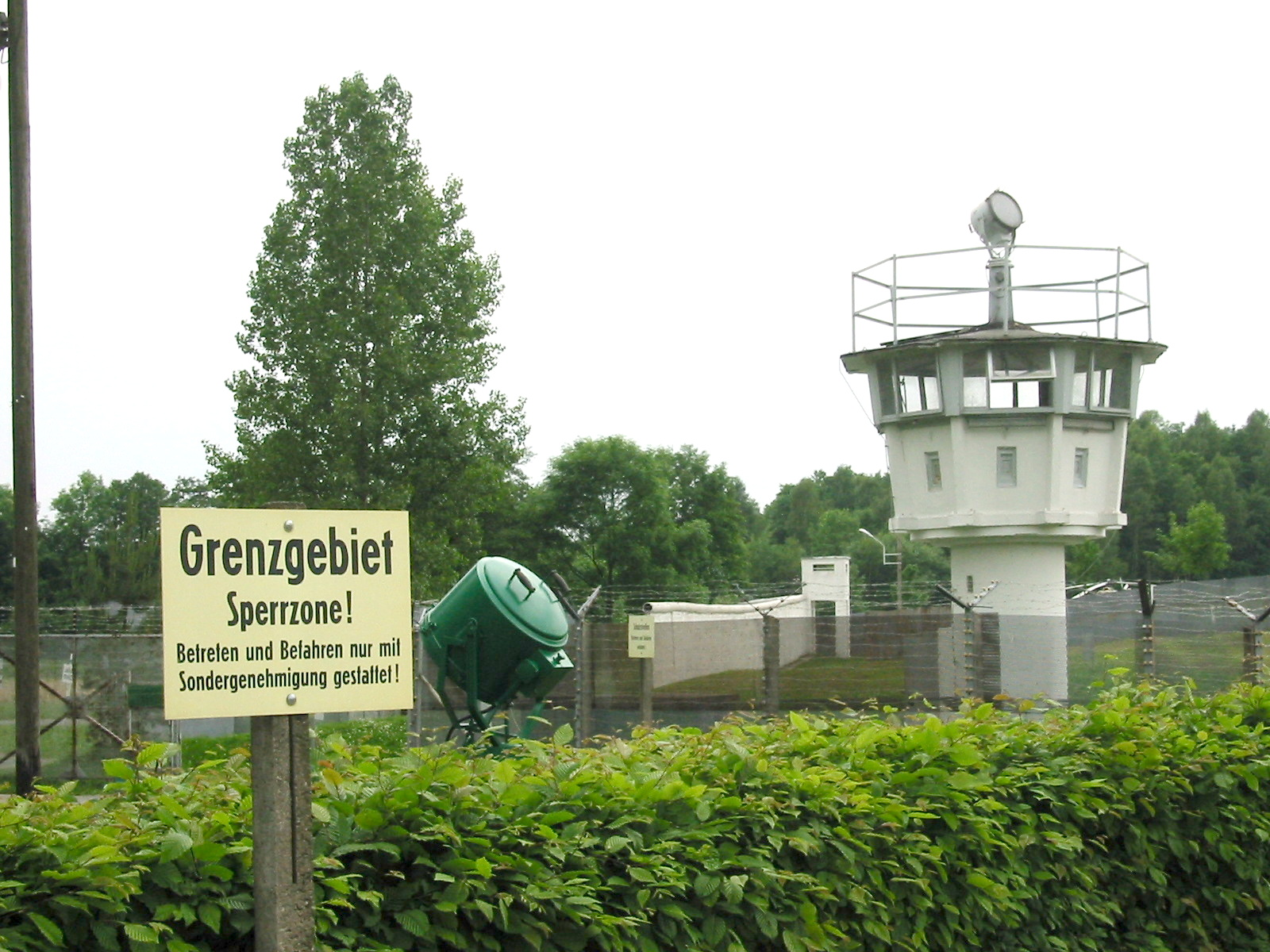
Wachttoren langs de grens met West-Duitsland in een openluchtmuseum

Grenswachten ontdekken de vluchtpoging en de Stasi wordt gewaarschuwd. Onder leiding van luitenant-kolonel Seidel pakt de Stasi het onderzoek aan om de vluchtenden te vinden. Hij ondervraagt de grenswachten die aanwezig waren ten tijde van de ontsnappingspoging en beschuldigt hen van het niet serieus genoeg nemen van hun baan. Onderzoekers bepalen op grond van de windrichting de straal waarbinnen de ballon moet zijn vertrokken en beperken daarmee het aantal mogelijke verdachten.
Beide families leven de volgende weken voortdurend in angst dat ze door de Stasi worden ontdekt. Vooral Doris maakt zich zorgen omdat ze haar doosje met schildkliermedicijnen in het bos is kwijtgeraakt. Omdat de doosjes genummerd zijn is ze bang dat ze haar kunnen vinden. Peter denkt dat in de DDR blijven geen optie is en wil opnieuw proberen te vluchten. Baumann had eerder aangeboden een vakantiereis voor ze te regelen, en daar maken ze nu graag gebruik van. Het gezin reist naar Berlijn waar zij logeren in het luxe Hotel Stadt Berlin. Ze hopen het land uit te kunnen met hulp van de ambassade van de Verenigde Staten in Oost-Berlijn, maar dit mislukt.
Peter kan Günter overtuigen om nog een ontsnappingspoging te doen. Omdat ze voorzichtig moeten zijn bij de aanschaf van materiaal voor de enorme ballon die ze nu willen maken, kopen de gezinsleden geschikte stoffen in verschillende winkels, in verschillende steden, en in kleine hoeveelheden. Elke avond zit Günter aan de naaimachine om de stukken stof samen te voegen.
Ondertussen hijgt luitenant-kolonel Seidel in hun nek. Hij moet koste wat kost voorkomen dat de DDR voor paal wordt gezet door een succesvolle ontsnapping. Seidel probeert via de plaatselijke apotheek de gebruiker van de schildkliertabletten te achterhalen. Ook publiceert de Stasi in de krant foto's van objecten die de Strelzyks moesten achtergelaten op de plaats waar de ballon was geland. Günter moet het naaiwerk naar de kelder van de Strelzyks verplaatsen, omdat zijn buren zich bewust zijn geworden van het constante loopgeluid van de naaimachine. Intussen maakt Peter met Frank een nieuwe mand voor de ballon en vinden zij een oplossing voor het bevriezen van de gasleidingen. 

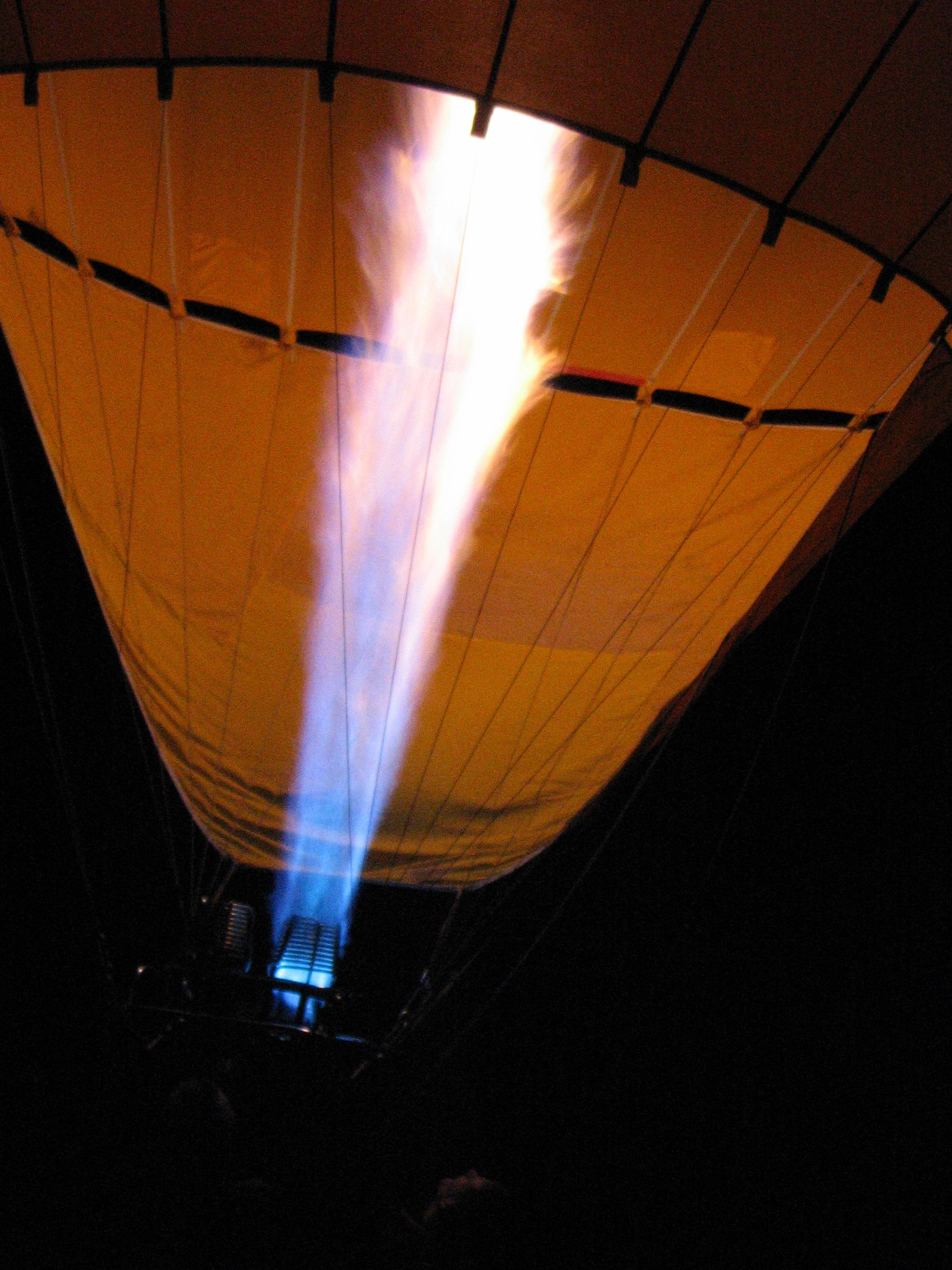
Een andere ballon tijdens een nachtelijke vlucht

De gezinnen hebben ook enorme haast met het voorbereiden van de tweede vluchtpoging, omdat Günter is opgeroepen voor militaire dienst. Als hij in dienst moet, is de kans op ontvluchten voor hem verkeken. Zijn vrouw zou dan met hun kinderen alleen moeten gaan.
Op een dag komt een bericht op de radio over een gunstige noordelijke wind, zodat de tweede ballonvlucht mogelijk lijkt te worden. Op hetzelfde moment ontdekt Frank dat hun buurman, de Stasi-vader van Klara, naar de apotheek gaat omdat er iemand wordt gezocht. De twee gezinnen dralen niet verder en gaan diezelfde nacht een tweede vluchtpoging doen.
Terwijl de werknemers van de Stasi hun huis binnenvallen, zijn de gezinnen al op weg naar het startpunt in het bos. De start van de ballon is deze keer niet zo perfect als bij de  eerste poging. De ballon vat vlam, maar dat kunnen ze blussen. Ook raakt een stukje stof aan de bovenkant los, waardoor de warme lucht ontsnapt. Inmiddels is de Stasi met helikopters in de lucht, en zien ze vanuit de verte de door het vuur hel verlichte ballon.
Als het gas in de ballon op is, landen ze na een half uur vliegen in een bos. In eerste instantie is het niet duidelijk of ze de grens zijn overgestoken. Peter en Günter verkennen het gebied en ontmoeten een patrouillewagen van de Beierse politie. Ze vragen of ze "in het Westen zijn", maar dat is niet het geval. Ze zijn in Opper-Franken, een deel van Beieren in Zuid-Duitsland, op dat moment onderdeel van de Bondsrepubliek. De vreugde is groot. De twee gezinnen zijn aangekomen in het westen.
Luitenant-kolonel Seidel en zijn meerdere moeten voor Erich Mielke verschijnen. Ze verwachten hun straf omdat ze er niet in geslaagd zijn de vlucht van de twee gezinnen te verhinderen. Erik Baumann wordt ondervraagd door de Stasi. De Stasi gelooft niet dat hij de activiteiten van zijn buren nooit heeft opgemerkt.
Tien jaar later kijken Doris en Peter Strelzyk op de televisie naar de  toespraak van Hans-Dietrich Genscher waarin hij zegt dat de DDR-burgers vrij zijn om te vertrekken. Vanaf dat moment zijn Günter en zijn vrouw ook weer vrij om naar de voormalige DDR te reizen, en kunnen ze zijn ouders daar weer opzoeken.